# شاهرول يوزي
شاهرول يوزي (بالملايوية: Shahrol Yuzy Ahmad Zaini)‏ مواليد 23 يناير 1976، هو متسابق دراجات نارية ماليزي. نافس في سباقات بطولة العالم لفئة 250 سي سي ولفئة 125 سي سي ولفئة 50 سي سي.